# Alocasia sarawakensis
Alocasia sarawakensis är en kallaväxtart som beskrevs av Mitsuru Hotta. Alocasia sarawakensis ingår i släktet Alocasia och familjen kallaväxter. Inga underarter finns listade.